# Godec (priimek)
Godec je 166. najbolj pogost priimek v Sloveniji, ki ga je po podatkih Statističnega urada Republike Slovenije na dan 31. decembra 2007 uporabljalo 1.017 oseb.

## Znani nosilci priimka
- Alenka Godec (*1964), pevka zabavne glasbe
- Ančka Gošnik Godec (1927—2025), ilustratorka
- Andrej Godec (*1958), kemik
- Anton Godec (1866—1948), naravoslovec, orniotolog
- Anton Godec - Tomaž (1913—1971), partizanski komandant
- Boštjan Godec, direktor Slovenske akreditacije, dr.
- Boštjan Godec, agronom, strok. za rastlinstvo
- Ciril Godec (*1937), zdravnik urolog (ZDA)
- France Godec (1910—1997), slikar
- Ivan Godec (1942—2011), politik in kulturni delavec, obnovitelj gradu Bogenšperk
- Janez Godec (1921—1944), medvojni interniranec, izvedel sabotažo proti nemški vojni industriji
- Jelka Godec (*1969), fizičarka, poslanka v DZ
- Jelka Godec Schmidt (*1958), ilustratorka in mladinska pisateljica
- Jernej Godec (*1986), plavalec
- Joe (Jurij) Godec (1803—1883), ameriški duhovnik in narodni delavec
- Jure Godec (1932—2023), metalurg in amaterski slikar
- Klemen Godec (*1987), pesnik, teolog
- Lara Godec Soršak, slovensitka, didaktičarka
- Matjaž Godec (*1961), metalurg (IMT), prof. (tudi istoimenski seizmolog-ARSO)
- Miha Godec, večmedijski vizualni umetnik
- Nataša Godec, bibliotekarka, bibliografka (za družboslovje)
- Rok Godec (*1980), trobentač
- Rupko Godec (1925—2022), pravnik, univ. profesor
- Tomaž Godec - Planinc (1905—1942), športnik (smučar, planinec), partizan